# ドラウニング・プール
ドラウニング・プール (Drowning Pool) は、アメリカ合衆国のオルタナティヴメタルバンド。

## 経歴
2001年のデビューアルバム「Sinner」がいきなりミリオンセールスを記録する快挙を遂げている。しかし2002年8月14日ツアーバスでボーカルのデイヴが突然死。死因は心臓疾患とされている。ボーカルの突然の死にバンドは再起不能との声も囁かれたが新ボーカルにジェイソンを迎えて2004年「Desensitized」で完全復帰を遂げる。同アルバムのシングル「Step Up」が映画パニッシャーのサウンドトラックに起用されたほかアメリカのプロレス団体WWEの年間最大のPPVイベントレッスル・マニアのイメージソングとしても起用された。しかし2005年にボーカルのジェイソンが突然の脱退。バンドは再びボーカルを欠くことになってしまったが新ボーカルにSoilのライアンを招き活動を続ける。しかし、2011年にボーカルのライアンが脱退。またしてもボーカル脱退の危機に直面したが、2012年にThe Suicide Hookのボーカルのジェイソン・モレノを起用し活動を続行している。

## メンバー

### 現在のメンバー
- ジェイソン・モレノ(Jasen Moreno) - ボーカル
- C.J. ピアス(C.J. Pierce) - ギター
- スティーブ・ベントン(Stevie Benton) - ベース
- マイク・ルース(Mike Luce) - ドラム

### 過去のメンバー
- デイヴ・ウィリアムス（Dave Williams、1972年2月29日 – 2002年8月14日） - ボーカル（1999年 - 2002年）
- ジェイソン“ゴング”ジョーンズ（Jason Jones） - ボーカル（2004年 - 2005年）
- ライアン・マコームズ（Ryan McCombs） - ボーカル（2005年 - 2011年）

## ディスコグラフィー

### スタジオアルバム
| Sinner                                     | - 発売日: 2001年6月5日 (US) - レーベル: Wind-up - フォーマット: CD, cassette, digital download | 14 | — | —  | 18 | 70 | - RIAA: プラチナ - BPI: シルバー |
| Desensitized                               | - 発売日: 2004年4月20日 (US) - レーベル: Wind-up - フォーマット: CD, digital download          | 17 | — | —  | —  | 66 |                                  |
| Full Circle                                | - 発売日: 2007年8月7日 (US) - レーベル: Eleven Seven - フォーマット: CD, digital download      | 64 | 9 | 19 | —  | —  |                                  |
| Drowning Pool                              | - 発売日: 2010年4月27日 (US) - レーベル: Eleven Seven - フォーマット: CD, digital download     | 35 | 3 | 10 | —  | —  |                                  |
| Resilience                                 | - 発売日: 2013年4月9日 (US) - レーベル: Eleven Seven - フォーマット: CD, digital download      | 72 | 6 | 22 | —  | —  |                                  |
| Hellelujah                                 | - 発売日: 2016年2月5日 (US) - レーベル: eOne Music - フォーマット: CD, digital download        | —  | 6 | 20 | —  | —  |                                  |
| "—" は未発売またはチャート圏外を意味する。 |                                                                                                |    |   |    |    |    |                                  |

## サウンドトラック
- トリプルX(2002)
- スコーピオン・キング(2002)
- デアデビル(2003)
- パニッシャー(2004)

## 備考
- バンドはアルバムを出すごとにボーカルが変わっている。